# Medicina
|  | Aquest article tracta sobre la ciència mèdica. Si cerqueu la substància destinada a ser utilitzada en el tractament malalties, vegeu «medecina». |

Vara d'Esculapi, símbol de la medicina.

La medicina és la branca de les ciències de la salut que s'ocupa de la prevenció, diagnòstic i tractament de les alteracions des del punt de vista de l'homeòstasi de les persones. Intervé en l'estudi dels processos no observables, anomenats fase preclínica i les alteracions observables en el cos humà, anomenades malalties. La seva funció principal és mantenir o restablir els nivell de salut humana i també d'establir un pronòstic tant en la fase preclínica com en cas de malaltia.
En un sentit ampli, abasta la ciència i la prevenció i guariment de les malalties humanes. De tota manera, hi ha teràpies i tècniques relacionades amb la salut que no se solen considerar estrictament com a medicina (per exemple, la fisioteràpia, la teràpia ocupacional, la infermeria i podologia), ja que en aquest cas es tracta de disciplines consolidades dins de les ciències de la salut.
La medicina contemporània aplica les ciències de la salut, la recerca biomèdica i la tecnologia per diagnosticar i tractar lesions i malalties, generalment mitjançant medicaments, cirurgia o alguna altra forma de teràpia. La paraula "medicina" deriva del llatí ars medicina, que significa "l'art de cura".
La medicina té dues vessants: la primera, com a ciència o àrea de coneixement; la segona, com a aplicació d'aquest coneixement (professió mèdica).

## Història de la medicina
Totes les societats humanes, fins on arriba el registre arqueològic, històric i les fonts etnogràfiques posen en relleu que prendre cura de la malaltia i el mal, és un universal en l'espècie humana. En canvi, el desenvolupament d'ocupacions o professions especialitzades es dona només en algunes. En molt poques hi ha desenvolupament d'institucions formals que prenguin cura dels malalts. El procés de medicalització, i de globalització, ha dut que el model institucional occidental sigui avui hegemònic en el món, però no exclou un amplíssim ventall de recursos de tot ordre que operen en totes les societats - també en les Occidentals, i que és el que coneixem com pluralisme mèdic o pluralisme assistencial. Totes les societats - incloses les post-industrials combinen recursos procedents del coneixement empíric - la medicina experimental en deriva -, recursos de caràcter ritual o religiós, a moltes societats hi ha rols socials mediadors entre l'individu, el grup primari i la gestió de la malaltia, la interpretació de la qualpot ser o no de caràcter etiològic (vegeu antropologia mèdica).
Antigament, a Egipte, la medicina era patrimoni de les castes sacerdotals i revestia el caràcter de pràctica medicoreligiosa.
A Mesopotàmia, la malaltia s'interpretava com a intervenció de mals esperits. Els Vedes, de l'Índia, tenen descripcions superficials de nombroses malalties epidèmiques conjuntament amb els sortilegis per a curar els malalts i la pràctica de la cirurgia, tant plàstica com curativa. A la Xina, l'any 3000 aC ja hi havia un gran desenvolupament de pràctiques mèdiques empíriques, com l'acupuntura.

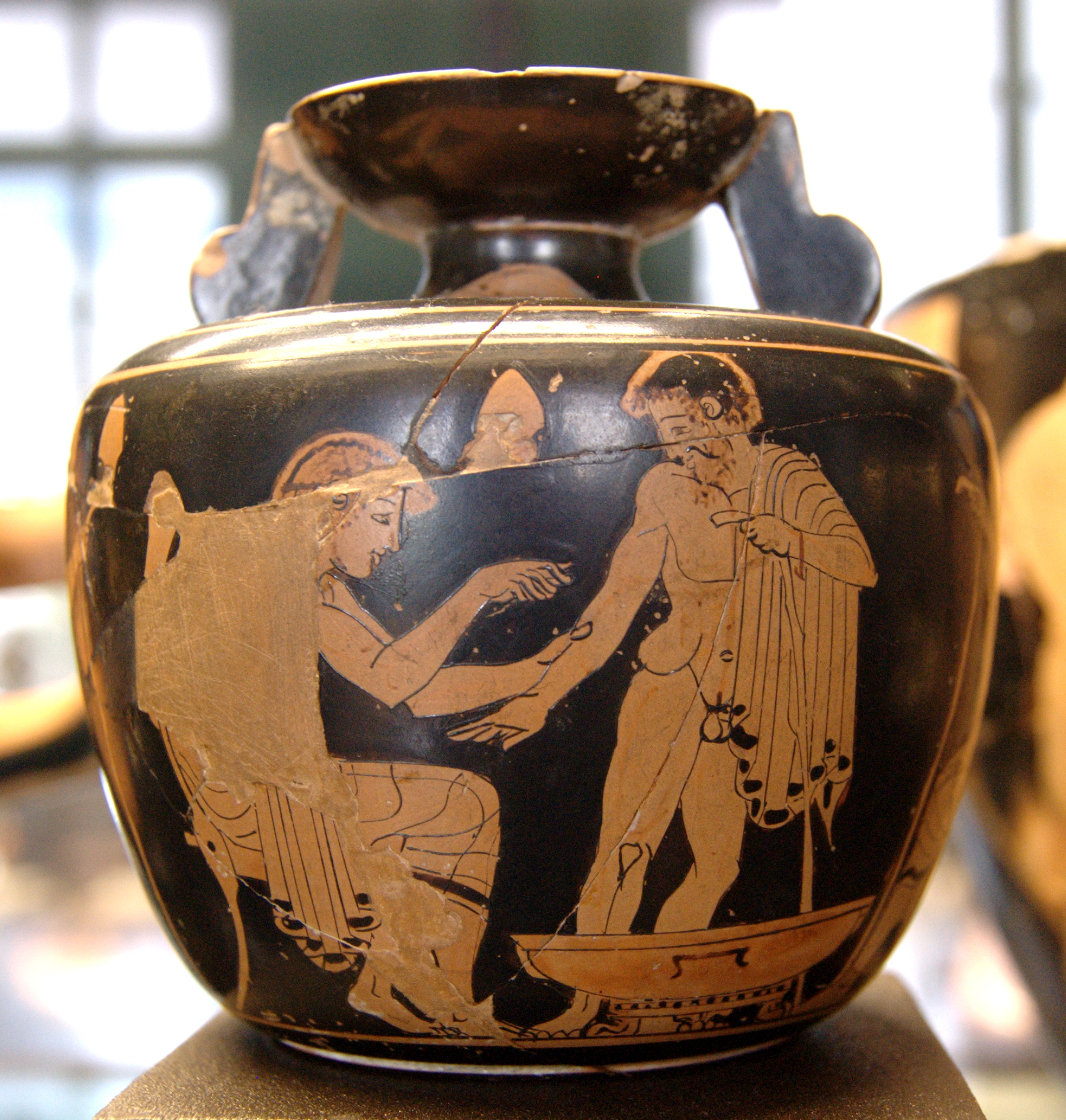
Metge tractant un pacient. Museu del Louvre, París, França.

A l'antiga Grècia destaquen els texts d'Hipòcrates, considerat pare de la medicina. A aquests texts s'aborden malalties des de perspectives naturalistes. És aquí quan, per primera vegada, deixen d'admetre's les intervencions de forces divines a la producció de malalties. L'escola alexandrina també va deixar grans llegats a la medicina.
L'Antiga Roma va desenvolupar les escoles i figures mèdiques d'origen grec sintetitzant i superant alguns treballs hel·lènics.
L'herència grega és conservada durant l'edat mitjana i transmesa principalment per traduccions fetes per àrabs i perses, que van completar moltes observacions gregues i van crear Escoles de Medicina i hospitals, que assentarien les bases dels moderns estudis universitaris. Destaca entre els professionals el metge àrab Avicena. I, entre les escoles, l'Escola Mèdica Salernitana, fundada el segle ix.
El Renaixement fou un període caracteritzat pel conflicte entre l'autoritat dels antics i l'observació directa en contacte amb la realitat, manifestant-se en primera instància a l'anatomia. Destaca la figura de Vesali i les seues aportacions a l'anatomia.
A partir de la segona meitat del segle xvii i durant el xviii, la informació existent es va fent més precisa, ordenada i completa. El microscopi marca una fita fonamental a la biologia. Apareixen nous plantejaments, com ara la generació espontània, la preformació i l'epigènesi. Comença a constituir-se una primera etapa positivista. Apareixen concepcions enfrontades com ara la mecanicista o iatromecànica i la vitalista o iatroquímica a la fisiologia.
El segle xix representa històricament el segle de la clínica i la fisiologia, en el context de la revolució industrial. Es desenvolupen al màxim els mètodes d'exploració clínica. La noció de l'evolució, la definitiva fonamentació de la teoria cel·lular, el coneixement de la natura i la fecundació, influeixen a la biologia en general, aconseguint un gran desenvolupament també a la fisiologia. El laboratori a la investigació mèdica obté una prominent importància durant la segona meitat d'aquest segle, amb el rigor científic i l'amplitud aconseguida per la microbiologia.
Es consoliden diverses especialitats, ajudades per les adquisicions cientificotècniques i les necessitats socials que van sorgint. La cirurgia, aconsegueix un gran desenvolupament per la introducció de l'asèpsia i l'anestèsia.
Durant el segle xx es profunditza el desenvolupament de les tècniques d'exploració, diagnòstic i tractament, amb les tecnologies sanitàries com els raigs Röntgen, la radioteràpia, i l'aplicació de distints radioisòtopsi els notables avanços al camp de l'electrònica, amb la invenció de l'electrocardiografia i l'electroencefalografia.
Noves disciplines es van desenvolupant, com ara la genètica, l'endocrinologia i la bioquímica.
L'era de la quimioteràpia comença amb el descobriment de la primera sulfamida. Per altra part, al descobriment de la penicil·lina seguirà el de molts altres antibiòtics.
La cirurgia, continua també el seu avanç, aconseguint el desenvolupament de la cirurgia toràcica i del sistema nerviós. A més, el descobriment dels grups sanguinis fa que les transfusions sanguínies deixin de ser perilloses.
La recerca en àrees de la biomedicina suposa poca fiabilitat segons els metodologistes pels freqüents errors com són els biaixos cognitius i l'execució mitjançant un sol equip d'investigadors en compte de diversos equips independents entre ells.

### Vara d'Asclepi o Esculapi
El bàcul d'Asclepi o Esculapi és utilitzat com el símbol mundial de la medicina. Es tracta d'una vara amb una serp enrotllada, representant al déu grec Asclepi, o Esculapi per als romans. Aquest símbol és utilitzat per organitzacions com l'Organització Mundial de la Salut (OMS), l'Associació Mèdica Americana i d'Osteopatia, l'Associació Australiana i Britànica Mèdica i diverses facultats de medicina a tot el món que igualment incorporen aquest símbol.

## Pràctica mèdica

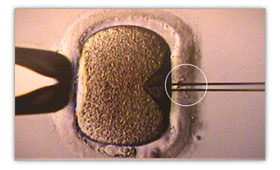
Fecundació "in vitro".

La medicina no només és un cos de coneixements teòrico-pràctics, sinó que és una disciplina que té els seus fonaments en un trípode:
- el metge, com a agent actiu en el procés sanitari;
- el malalt, com a agent passiu, i per això és el pacient; i
- l'entitat nosològica, la malaltia que és el vehicle i nexe de la relació entre el pacient i el metge.

La pràctica de la medicina combina la ciència i les humanitats. La ciència i la tecnologia proporcionen proves tangibles per a solucionar malalties i problemes sanitaris de grans poblacions. Les humanitats també són necessàries, perquè tant la intuïció com el bon judici clínic són crucials per a determinar tant el diagnòstic com el tractament correcte de cada pacient.

### El sistema sanitari
La medicina es practica mitjançant el sistema sanitari, que és un sistema legal, financer i de credencials establert per un govern. Les característiques de cada sistema sanitari tenen un efecte molt significatiu en la forma en què es practica la medicina a cada territori.
L'àrea que més influencia la pràctica mèdica és la financera, atès que defineix qui paga el cost de la sanitat i de quina forma es paga als professionals sanitaris. Els sistemes sanitaris es divideixen, segons el seu finançament, en:
1. Sanitat basada en el mercat. N'és un exemple el sistema sanitari dels EUA.
2. Sanitat pública universal. És el cas de la sanitat a Espanya i a molts altres països de la UE. Aquesta sanitat pública pot permetre o no un sistema privat paral·lel, segons el cas.

### Organització sanitària
El sistema sanitari s'organitza en atenció primària, secundària i terciària.
L'atenció sanitària primària ofereix al pacient un primer contacte amb el sistema sanitari, a través de metges de Medicina general o especialistes. Es pot donar en CAPs (Centres d'Atenció Primària), escoles, empreses o la pròpia casa dels pacients entre d'altres. El 90% de les visites mèdiques poden ser solucionades directament en l'atenció primària. Això inclou el tractament de malalties agudes i cròniques, medicina preventiva o educació sanitària per totes les edats i sexes.
L'atenció sanitària secundària són serveis oferts per especialistes realitzats a les seves pròpies oficines, a clíniques o hospitals locals per a pacients que han estat referits des d'organismes d'atenció primària, on han tingut un primer diagnòstic o un primer tractament. Els pacients són enviats aquí per sotmetre's a proves més especialitzades o tractaments concrets duts a terme per especialistes en la matèria. Es poden incloure en aquest apartat el tractament en ambulatoris, unitats de cures intensives, serveis de fisioteràpia, medicina intensiva, etc.
L'atenció sanitària terciària és proveïda per especialistes que es troben a hospitals regionals i que estan equipats amb equips de diagnòstic i tractament que normalment no es troben als hospitals locals o a l'atenció primària. Aquí s'inclouen els pacients de malalties traumatològiques, cremats, trasplantaments d'òrgans, oncologia radiològica, etc.

### Relació metge-pacient

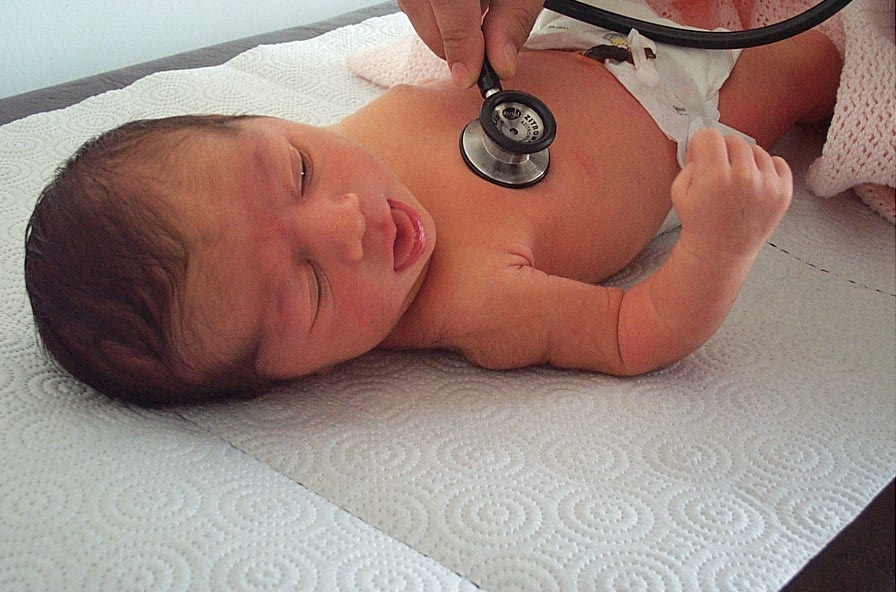
Nounat essent auscultat.

La relació metge-pacient s'estableix quan un individu amb un problema de salut busca l'ajuda del metge (també s'estableixen altres relacions similars amb altres professionals sanitaris com ara els fisioterapeutes o les infermeres. Com a part d'aquesta relació, el metge ha de:
- Desenvolupar una relació cordial amb el pacient.
- Reunir dades (història clínica i exploració física, que combinarà amb proves complementàries)
- Analitzar i sintetitzar aquestes dades, i així elaborar un diagnòstic.
- Elaborar un pla de tractament (continuar amb les proves, teràpia, observació, seguiment…).
- Seguir aquest pla de tractament i alterar-lo segons les millores del pacient.

La relació entre metge i pacient es documenta a la història clínica, que també serveix com a document legal a moltes jurisdiccions. Així, en cas d'haver de determinar la responsabilitat legal en cas de judici (per negligència mèdica, per exemple), aquest document serà crucial, atès que allí es registra tota la informació del pacient (preguntes que li fa el metge, proves complementàries, tractaments, evolució…).

### Habilitats clíniques
Una completa avaluació mèdica inclou una història clínica, un interrogatori al pacient, una exploració física, estudis d'imatge o de laboratori si són necessaris, anàlisi de les dades i una decisió per obtenir un diagnòstic, i un pla de tractament.
Els components d'una història clínica són:
- Símptomes: la raó de la visita mèdica. S'expressen amb paraules del mateix pacient, i són guardades juntament amb la duració de cada símptoma.
- Història de malalties actuals: l'ordre cronològic en què van apareixent els símptomes i una explicació més detallada de cada un.
- Activitat actual del pacient: ocupació, passatemps, tot allò que el pacient fa actualment.
- Medicació: medecines que pren el pacient actualment. També s'anoten les al·lèrgies a medicaments.
- Història mèdica anterior: problemes mèdics concurrents, hospitalitzacions passades i operacions, malalties infeccioses, història de les al·lèrgies conegudes.
- Història social: any de naixement, residències, estat econòmic i social, hàbits (dieta, medicacions, tabac, alcohol).
- Història familiar: llistat de malalties que ha tingut la família del pacient que poden tenir incidència sobre ell mateix.

L'examen físic és l'examinació del cos del pacient buscant signes d'una possible malaltia. El metge utilitza els sentits de la vista, l'oïda, el tacte i a vegades l'olfacte. S'utilitzen quatre mètodes principalment: inspecció, palpació, percussió i auscultació. L'examen clínic engloba l'estudi de:
- Signes vitals, incloent-hi el pes, l'alçada, la temperatura, la pressió arterial, el pols, la respiració, i la saturació de l'hemoglobina.
- L'aspecte general del pacient i indicadors específics de la malaltia.
- La pell.
- El cap, els ulls, les orelles i la gola.
- El cor i els grans vasos.
- Els pulmons i les vies aèries.
- Abdomen i recte.
- Genitals.
- L'espina i les extremitats.
- El cervell, la consciència, els nervis cranials i perifèrics, etc.
- L'estat mental, l'orientació.

Les imatges i les proves de laboratori poden ser demanades pel metge si ho creu necessari.
La decisió mèdica inclou un procés d'anàlisi i síntesi de totes les dades esmentades anteriorment, juntament amb una llista de possibles diagnòstics (diagnòstics diferencials), amb els quals es pot tenir una idea per obtenir un diagnòstic definitiu que expliqui els símptomes del pacient.
El pla de tractament inclou proves addicionals de laboratori i estudis, l'inici de la teràpia, la possible referència a un especialista i un seguiment del pacient.
Aquest procés és utilitzat en l'assistència sanitària primària i també és utilitzat per especialistes. Només treu uns minuts si el problema és simple. D'altra banda, pot durar setmanes si el pacient s'ha hagut d'hospitalitzar amb símptomes complicats o símptomes multi-orgànics.
En visites posteriors, el procés pot ser repetit per obtenir noves dades com símptomes de nova aparició, nous descobriments durant l'exploració física, o els resultats del laboratori o imatges.

## Ètica mèdica
L'ètica és l'encarregada de discutir i fonamentar reflexivament el conjunt de principis o normes que constitueixen la nostra moral. La deontologia mèdica és el conjunt de principis i regles ètiques que han d'inspirar i guiar la conducta professional del metge. Els deures que s'imposen obliguen a tots els metges en l'exercici de la seva professió, independentment de la modalitat.

## Societats científiques
Els metges s'agrupen en societats o associacions científiques, que són organitzacions sense finalitat de lucre, on s'ofereix formació mèdica continuada en les seves respectives especialitats, i es dona suport als estudis de recerca científica.

## Col·legis de metges
Un Col·legi Mèdic és una associació gremial que reuneix als metges d'un entorn geogràfic concret o per especialitats. Actuen com a salvaguarda dels valors fonamentals de la professió mèdica: la deontologia i el codi ètic. A més de portar la representació en exclusiva a nivell nacional i internacional dels metges col·legiats, té com a funció l'ordenació i la defensa de la professió mèdica. En la majoria dels països la col·legiació sol ser obligatòria.

## Àrees mèdiques
- Especialitats
- Disciplines relacionades (infermeria, odontologia, etc.)
- Investigació i docència

| - Anestesiologia i Reanimació - Al·lergologia - Anàlisis clíniques* - Anatomia patològica - Aparell digestiu - Angiologia i Cirurgia vascular - Bioquímica clínica* - Cardiologia - Cirurgia cardiovascular - Cirurgia general i de l'aparell digestiu - Cirurgia oral i Maxil·lofacial - Cirurgia ortopèdica i Traumatologia - Cirurgia pediàtrica - Cirurgia plàstica i reparadora - Cirurgia toràcica - Dermatologia medicoquirúrgica i venereologia - Endocrinologia - Estomatologia - Farmacologia clínica* - Geriatria - Hematologia i hemoteràpia - Hidrologia - Immunologia* - Medicina de l'educació física i l'esport - Medicina familiar i comunitària | - Medicina física i rehabilitació - Medicina intensiva - Medicina interna - Medicina legal i forense - Medicina nuclear - Medicina preventiva i salut pública - Medicina del treball - Microbiologia i parasitologia* - Nefrologia - Neurocirurgia - Neurofisiologia clínica - Neurologia - Obstetrícia i ginecologia - Oftalmologia - Oncologia mèdica - Oncologia radioteràpica - Otorrinolaringologia - Pediatria - Pneumologia - Psiquiatria - Radiodiagnòstic - Radiofísica hospitalària - Reumatologia - Urologia |
| Subespecialitats/Altres: Andrologia - Informàtica Biomèdica - Medicina aeronàutica - Medicina d'emergència | |
| Amb un asterisc (*) estan marcades les "especialitats sanitàries" o "especialitats de la salut", disciplines compartides amb llicenciatures de biologia, bioquímica, farmàcia i química. | |

## Carrera de Ciències Mèdiques
L'educació mèdica, lluny de ser quelcom estàndard, varia considerablement de país a país. Tanmateix, l'educació per a la formació de professionals mèdics implica un conjunt d'ensenyaments teòrics i pràctics generalment organitzats en cicles que progressivament s'especialitzen.

### Matèries bàsiques
Segueix una llista de matèries bàsiques de formació de la carrera de medicina:
- Anatomia: és l'estudi de l'estructura física dels organismes.
- Citologia: estudi de la cèl·lula en condicions fisiològiques.
- Histologia: estudi dels teixits en condicions fisiològiques.
- Anatomia patològica: estudi de les alteracions morfològiques que acompanyen la malaltia.
- Bioètica: és el camp d'estudi que comprèn la relació entre la biologia, la ciència la medicina i l'ètica.
- Bioestadística: aplicació de l'estadística al camp de la medicina en el sentit més ampli. Els coneixements d'estadística són essencials en la planificació, avaluació i interpretació de la investigació.
- Biofísica: és l'estudi de la biologia amb els principis i mètodes de la física.
- Biologia: ciència que estudia els éssers vius.
- Bioquímica: estudi de la química en els organismes vius, especialment l'estructura i la funció dels seus components.
- Embriologia: estudi de les fases inicials del desenvolupament d'un organisme.
- Farmacologia: és l'estudi dels fàrmacs i els seus mecanismes d'acció.
- Fisiologia: estudi de les funcions normals del cos i el seu mecanisme íntim de regulació.
- Genètica: estudi del material genètic de la cèl·lula.
- Història de la medicina: estudi de l'evolució de la medicina al llarg de la història.
- Patologia: és l'estudi de les malalties en tots els aspectes, és a dir, enteses com a processos o estats anormals de causes conegudes o desconegudes.
- Psicologia mèdica: estudi des del punt de vista de la medicina de les alteracions psicològiques que acompanyen la malaltia.
- Medicina interna: es considera una de les grans branques de la medicina. És l'estudi de les patologies de l'adult i té múltiples subespecialitats que inclouen cardiologia, gastroenterologia, nefrologia, dermatologia i moltes altres.
- Cirurgia: Inclou totes les especialitats quirúrgiques de la medicina, com ara la medicina general, la urologia, la cirurgia plàstica, la cirurgia cardiovascular i l'ortopèdia entre d'altres.
- Pediatria: És la branca de la medicina que s'encarrega dels nens.
- Psiquiatria: És la branca de la medicina que s'encarrega d'atendre les malalties mentals.
- Ginecologia: És la branca de la medicina que s'encarrega d'atendre les patologies de la dona no relacionades amb la gestació.
- Obstetrícia: És la branca de la medicina que s'encarrega de la gestació i tot el que hi estigui relacionat.

### Matèries relacionades
- Antropologia mèdica: estudia les formes antigues i actuals de curació en diferents comunitats, que no necessàriament segueixen l'establert per la medicina basada en coneixements occidentals i institucionalitzats. S'analitzen les influències dels diferents usos i costums de les comunitats per a la presa de decisions respecte a la millora i prevenció de la salut i al tractament de les malalties.
- Fisioteràpia: és l'art i la ciència de la prevenció, el tractament i la recuperació de malalties i lesions mitjançant l'ús d'agents físics, tals com el massatge, l'aigua, el moviment, la calor o l'electricitat.
- Nutrició: És l'estudi de la relació entre el menjar i la beguda i la salut o la malaltia. El tractament nutricional és realitzat per dietistes-nutricionistes i prescrit fonamentalment en diabetis, malalties cardiovasculars, malalties relacionades amb el pes i alteracions de la ingesta, al·lèrgies, malnutrició i neoplàsies.
- Logopèdia: És una disciplina que engloba l'estudi, la prevenció, l'avaluació, el diagnòstic i el tractament de les patologies del llenguatge (oral, escrit i gestual) manifestades a través de trastorns de la veu, la parla, la comunicació, l'audició i les funcions orofacials.
- Nutrició: és l'estudi de la relació entre el menjar i la beguda, amb la salut o la malaltia, especialment pel que fa a la determinació d'una dieta òptima. El tractament nutricional és realitzat per dietistes i prescrit fonamentalment en diabetis, malalties cardiovasculars, malalties relacionades amb el pes i alteracions en la ingesta, al·lèrgies, malnutrició i neoplàsies.

## Educació
L'educació mèdica i la formació varia en tot el món. En general implica l'entrada de nivell d'educació en una escola universitària de medicina, seguit per un període de pràctiques d'interí o de resident. Això pot ser seguit per la formació professional de postgrau. Una varietat de mètodes d'ensenyament han estat emprats en l'educació mèdica, encara en si mateixa un centre de recerca activa.
Moltes autoritats reguladores requereixen educació mèdica contínua, ja que el coneixement, les tècniques i la tecnologia mèdica continuarà evolucionant a un ritme ràpid.

## Restriccions legals
En la majoria de països, un requeriment legal per exercir de metge és estar llicenciat o registrat. En general, això implica tenir un títol lliurat per una universitat i una acreditació d'un col·legi de metges o una organització nacional equivalent, que pot demanar a l'interessat la superació d'una sèrie d'exàmens. Això permet obtenir un nivell més elevat entre els metges qualificats. A més prevé els pacients de possibles persones que es fan passar per metges sense tenir el títol.

## Crítica
La crítica de la medicina té una llarga història. A l'edat mitjana, molta gent considerava que aquesta ciència no era pròpia dels cristians, ja que la malaltia era considerada com un càstig de Déu. Déu es considerava el metge diví que enviava malalties o curava depenent de la seva voluntat.
Durant el segle xx, els metges cada cop es van centrar més en la tecnologia que els permetia fer millores sorprenents en els tractaments dels seus pacients. La mecanització de la medicina, cada cop més a mesura que passaven els anys, va crispar l'ambient i va fer que les crítiques fossin més intenses.
La crítica de la medicina moderna ha fet millorar la medicina actual, ja que en moltes universitats s'ensenya als estudiants ètica mèdica, holística i el model biopsicosocial entre d'altres.
Els errors mèdics i la sobre-medicació també són el centre d'atenció de queixes i negatives de la cobertura. Professionals de l'enginyeria de factors humans creuen que és molt el que pot resultar útil per obtenir la medicina per emular conceptes a la seguretat de l'aviació, on es reconeix que és perillós deixar massa responsabilitat en una individu "sobre-humà" i s'espera que ell o ella no facen errors. Els sistemes d'informació i mecanismes de control són cada vegada més comuns en la identificació de fonts d'error i la millora de la pràctica. Clínica davant estadística, els mètodes de diagnosi algorítmic van ser examinats en la pràctica psiquiàtrica el 1954 en un llibre de Paul E. Meehl, que troba controvertits mètodes estadístics superiors.

## Metges notables
Categoria principal: metges
- Ronald Ross
- Niels Ryberg Finsen
- Robert Koch
- Camillo Golgi
- Santiago Ramón y Cajal
- Charles Louis Alphonse Laveran
- Albrecht Kossel
- Allvar Gullstrand
- Alexis Carrel
- Charles Robert Richet
- Robert Bárány
- Jules Bordet
- August Krogh
- Frederick Banting
- John James Richard Macleod
- Willem Einthoven
- Johannes Andreas Grib Fibiger
- Julius Wagner-Jauregg
- Charles Nicolle
- Frederick Gowland Hopkins
- Christiaan Eijkman
- Karl Landsteiner
- Otto Heinrich Warburg
- Edgar Douglas Adrian
- Charles Scott Sherrington
- William Parry Murphy
- George Richards Minot
- George Hoyt Whipple
- Hans Spemann
- Henry Hallett Dale
- Otto Loewi
- Albert Szent-Györgyi
- Corneille Heymans
- Gerhard Domagk
- Henrik Dam
- Edward Adelbert Doisy
- Joseph Erlanger
- Herbert Spencer Gasser
- Bernardo Alberto Houssay
- António Egas Moniz
- Walter Rudolf Hess
- Philip Showalter Hench
- Tadeusz Reichstein
- Fritz Albert Lipmann
- Hans Adolf Krebs
- Hugo Theorell
- André Frédéric Cournand
- Werner Forssmann
- Dickinson W. Richards
- Daniel Bovet
- Severo Ochoa
- Arthur Kornberg
- Andrew Huxley
- François Jacob
- Charles Brenton Huggins
- Peyton Rous
- Haldan Keffer Hartline
- Salvador Luria
- Bernard Katz
- Ulf von Euler
- Earl Wilbur Sutherland Jr.
- Daniel Carlton Gajdusek
- Baruch Samuel Blumberg
- Roger Guillemin
- Andrew Victor Schally
- Jean Dausset
- Baruj Benacerraf
- Bengt Samuelsson
- Niels Kaj Jerne
- Michael Stuart Brown
- Susumu Tonegawa
- Harold Elliot Varmus
- Joseph Edward Murray
- Edward Donnall Thomas
- Erwin Neher
- Bert Sakmann
- Rolf Martin Zinkernagel
- Peter Charles Doherty
- Stanley Ben Prusiner
- Eric Richard Kandel
- Paul Greengard
- Arvid Carlsson
- Leland H. Hartwell
- Linda B. Buck
- Richard Axel
- Robin Warren
- Barry Marshall
- Andrew Fire
- Craig Cameron Mello
- Ovide Decroly